# Szabó Gabriella (atléta)
Szabó Gabriella (románul: Gabriela Szabo; Beszterce, 1975. november 14. –) olimpiai és világbajnok román atléta, futó, ifjúsági és sportminiszter (2014–2015).

## Élete
1999-ben a világ legjobb atlétanőjévé választották, ebben az évben Golden League-et nyert, és 5000 méteren világcsúcsot is futott. A 2000. évi nyári olimpiai játékokon aranyérmet szerzett 5000 méteren, és bronz-, illetve ezüstérmet 1500 méteren az 1996-os és 2000-es olimpián. Háromszoros világbajnok.
Egyetlen edzője férje, Gyöngyössy Zsolt volt.
2005 májusában bejelentette visszavonulását, utána rögtön a Román Atlétikai Szövetség alelnökeként dolgozott 2013-ig. Tagja a Nemzetközi Atlétikai Szövetség női bizottságának, továbbá az Európai Atlétikai Szövetségnek.
2013-tól a romániai turizmus tiszteletbeli nagykövete volt. 2014 márciusában Románia ifjúsági és sportminisztere lett. Tárcáját – a decemberben átalakított – új kormányban is megtarthatta. Alig egy évvel később, 2015. november 4-én a szociáldemokrata Ponta-kormány – a bukaresti Colectiv klubban történt halálos áldozatokat követelő diszkótűz miatt – az utcára vonuló tüntetők nyomására benyújtotta lemondását, helyét pedig átadta a Cioloș-féle technokrata kormány új miniszterének, az ötszörös olimpiai bajnok evezős Elisabeta Lipának (november 17.).
Apja magyar, anyja román, ő maga sohasem vallotta magát magyarnak, csupán részben.